# Vatopedi

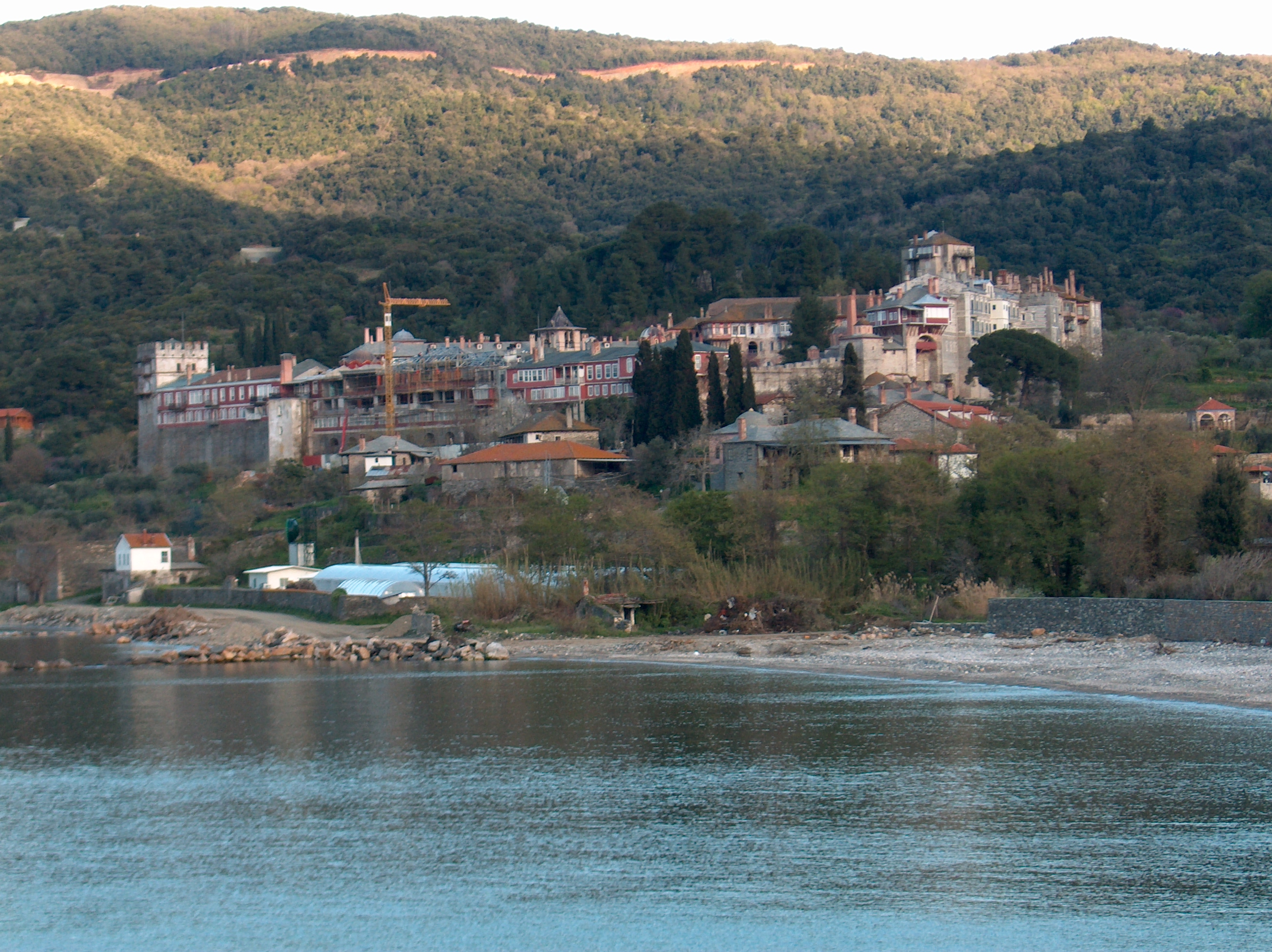
Kloster Vatopedi

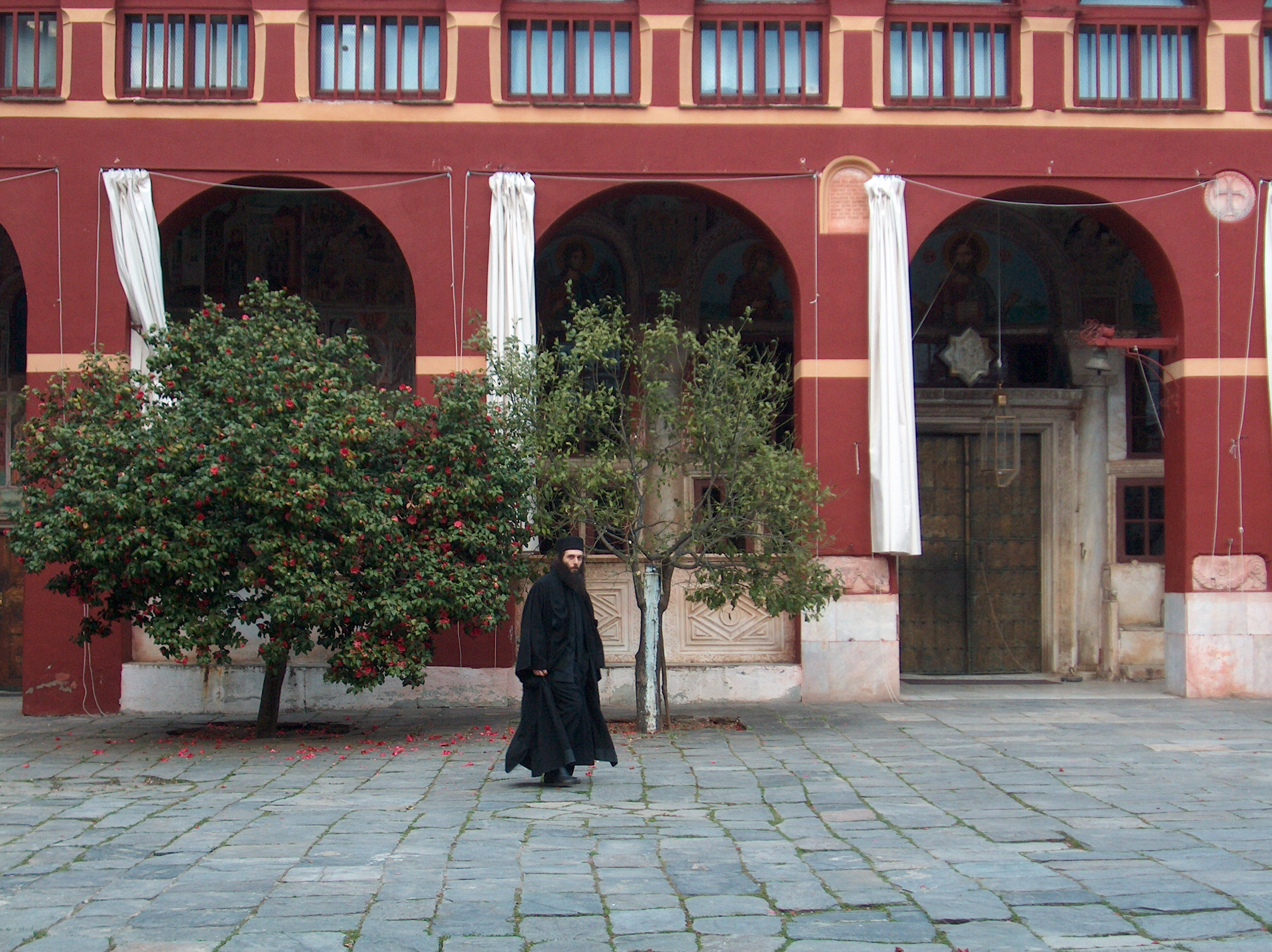
Im Innenhof des Klosters

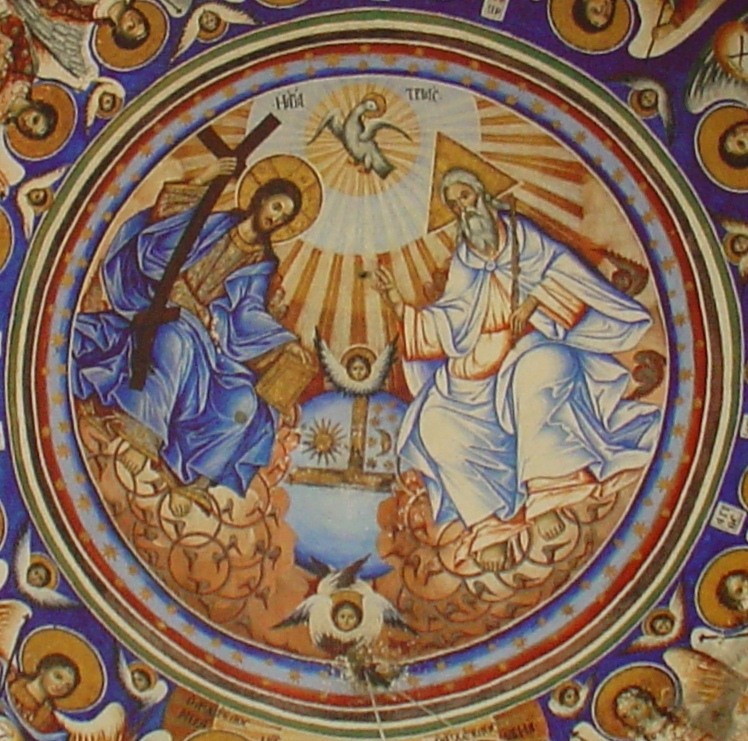

Das Kloster Vatopedi (griechisch Βατοπέδι oder Βατοπαίδι, auch Vatopaidion umschrieben) liegt auf dem Berg Athos. Zwischen 1999 und 2007 lebten 50 bis 80 Mönche im Kloster.
In der hierarchischen Rangordnung der Athosklöster nimmt Vatopedi heute den zweiten Rang ein. Es gilt als reichstes der Athos-Klöster.

## Geschichte
Unglaubwürdig ist der Bericht einer Gründung durch Kaiser Theodosius I., zutreffender dürfte die Version sein, auf Anregung des Athanasios Athonites hätten drei archontes aus Adrianopel – Athanasios, Nikolaus und Antonios – ein verfallenes Kloster wiederhergestellt (um 972). Das erste urkundliche Zeugnis stammt aus dem Jahre 985, auf einer Urkunde des protos für das Kloster Iviron hat der hegoumenos Nikolaus als Zeuge noch an letzter Stelle unterschrieben. 996 konnte der hegoumenos Nikephoros bereits an zweiter Stelle seine Unterschrift setzen – Vatopedi und Iviron folgten gleichrangig in der Hierarchie hinter der Großen Lavra.
Durch Schenkungen Kaiser Andronikos’ II. 1292 wurde Vatopedi zu einem der großen Landbesitzer, später förderten ebenso bulgarische Zaren und serbische Könige das Kloster, in dem gegen Ende des 12. Jahrhunderts der Zuzug slawischer Mönche eingesetzt hatte.
In jungen Jahren waren Gregorios Palamas Mönch in Vatopedi sowie Sava von Serbien, bevor das Kloster Hilandar gegründet wurde.

## Gebäude und Bibliotheksbestand

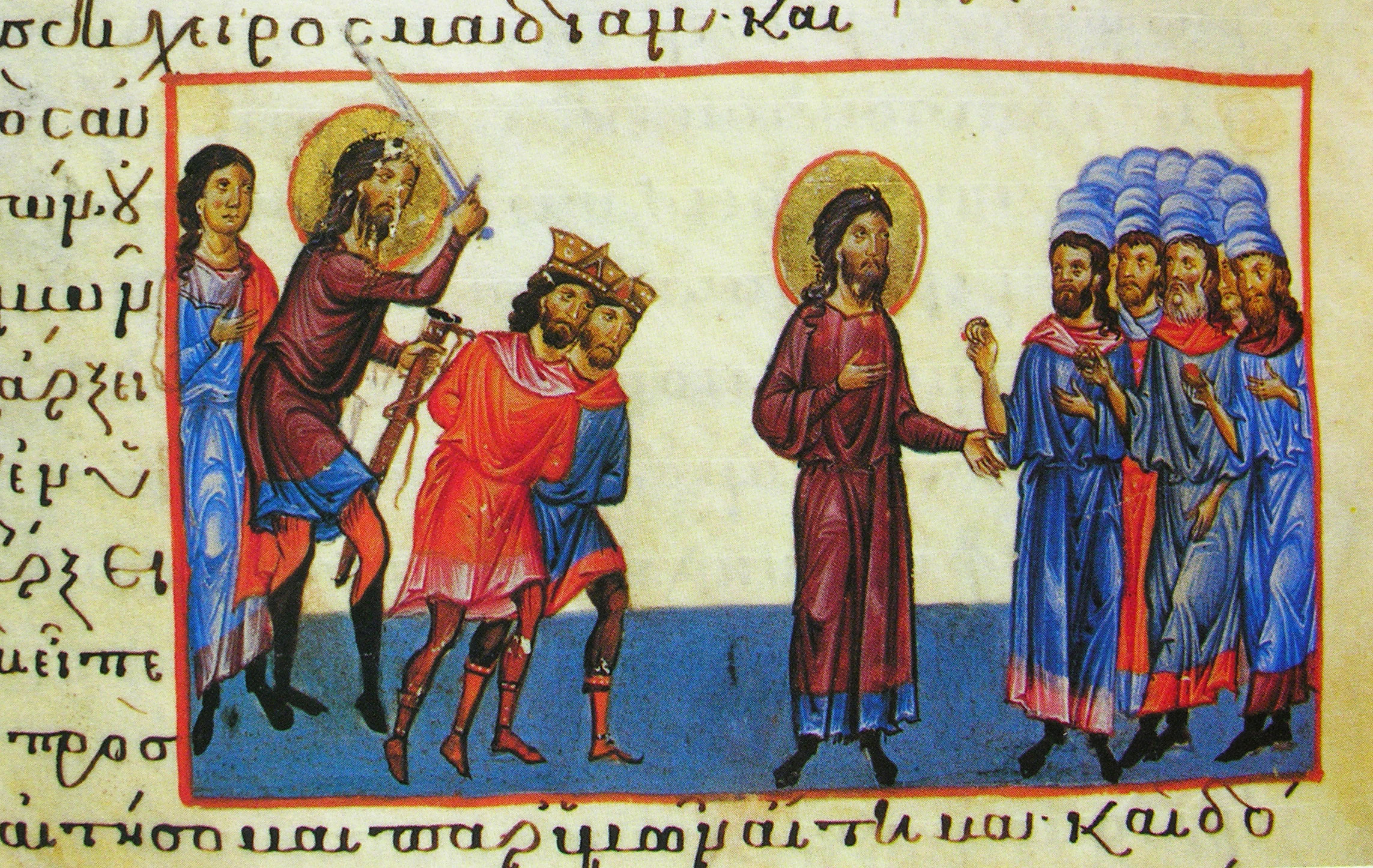
Codex Vatopedinus 602

Das Kloster hat das Erscheinungsbild einer Festung, die Gebäude stammen aus verschiedenen Epochen.
Die Bibliothek besitzt rund 600 Handschriften aus byzantinischer Zeit, darunter seltene Werke des Claudius Ptolemäus, von Strabon und Pausanias, aber auch illuminierte Psalter und das berühmte Oktateuchfragment Codex Vatopedinus 602 mit 164 farbigen Miniaturen.

## Immobilienskandal
Das Kloster und sein aus Zypern stammender Archimandrit Efraim standen um 2008 im Mittelpunkt eines Immobilienskandals, der die Regierung des Ministerpräsidenten Kostas Karamanlis aufs Schwerste erschütterte. Hauptstreitpunkt im Skandal um umstrittene Immobilientransaktionen zwischen dem griechischen Staat und dem Kloster war der Vistonida-See. Der See war dem Kloster angeblich vor fast 1000 Jahren von byzantinischen Kaisern vermacht worden. Obwohl die Besitzansprüche des Klosters streitig waren, wurden sie vom Staat anerkannt. Im Tausch gegen den See mit seiner gesamten Wasseroberfläche und allen Ufergrundstücken erhielt das Kloster 260 werthaltige Grundstücke in touristisch entwickelten Gebieten, auch im Olympiadorf in Athen, die es teilweise sogleich mit Gewinn weiterverkaufte. „Sie haben dem Staat den See – sprich ‚Luft‘ verkauft – und dafür wertvolle Büros, Grundstücke und Gebäude in Athen zum Austausch bekommen“, kritisierte die Opposition.
Der Schaden, der dem Staat dadurch entstanden ist, dass die vom Kloster beanspruchten Seegrundstücke stark überbewertet und die staatlichen Tauschgrundstücke stark unterbewertet wurden, wird mit 100 Millionen Euro beziffert. Der Immobilienskandal führte bereits zum Rücktritt des in die Immobiliengeschäfte verwickelten Handelsmarineministers Giorgos Voulgarakis. Zwei Staatsanwälte traten zurück, weil sie von der Regierung in ihrer Ermittlungstätigkeit behindert worden seien. Unter starken Beschuss der Opposition geriet ferner der Regierungssprecher Staatsminister Theodoros Rousopoulos, ein Freund von Archimandrit Efraim und gleichzeitig enger Vertrauter von Ministerpräsident Kostas Karamanlis; Rousopoulos trat am 23. Oktober 2008 zurück.
Am 25. Dezember 2011 wurde der Archimandrit von der griechischen Polizei festgenommen; wenige Tage später wurde er in das Hochsicherheitsgefängnis Korydallos bei Athen gebracht. Am 30. März 2012 wurde er nach Hinterlegung einer Kaution entlassen und kehrte in das Kloster zurück. Der russische Präsident Putin hatte sich für ihn eingesetzt, nachdem der Heilige Gürtel, die wichtigste Reliquie des Klosters, während der Wahlphasen in Russland erstmals überhaupt das Kloster verlassen hatte, um in Russland gezeigt zu werden. Der Putin-Vertraute Wladimir Jakunin hatte dazu erklärt: „Wir hoffen, damit die geistliche Wiedergeburt Russlands sowie der christlichen Werte und vor allem der Familie zu fördern.“